# Will I?
Will I? is een Engelstalige single van de Belgische band Ian Van Dahl uit 2001.
De single bevatte daarnaast een "Dee Dee radio edit" van het lied.
Het liedje verscheen op hun album Ace uit 2002.

## Meewerkende artiesten
Producer: 
- Christophe Chantzis
- Eric Vanspauwen